# جوزيف هيلدبراند
جوزيف هيلدبراند (مواليد 7 مايو 1895) هو مبارز بالسيف تشيكوسلوفاكي، مثّل بلاده في الألعاب الأولمبية الصيفية 1936.

## روابط رياضية
جوزيف هيلدبراند على موقع أوليمبيديا (الإنجليزية)
- جوزيف هيلدبراند على موقع اللجنة الأولمبية التشيكية (التشيكية)